# ヴィンチェンツォ・ティネオ

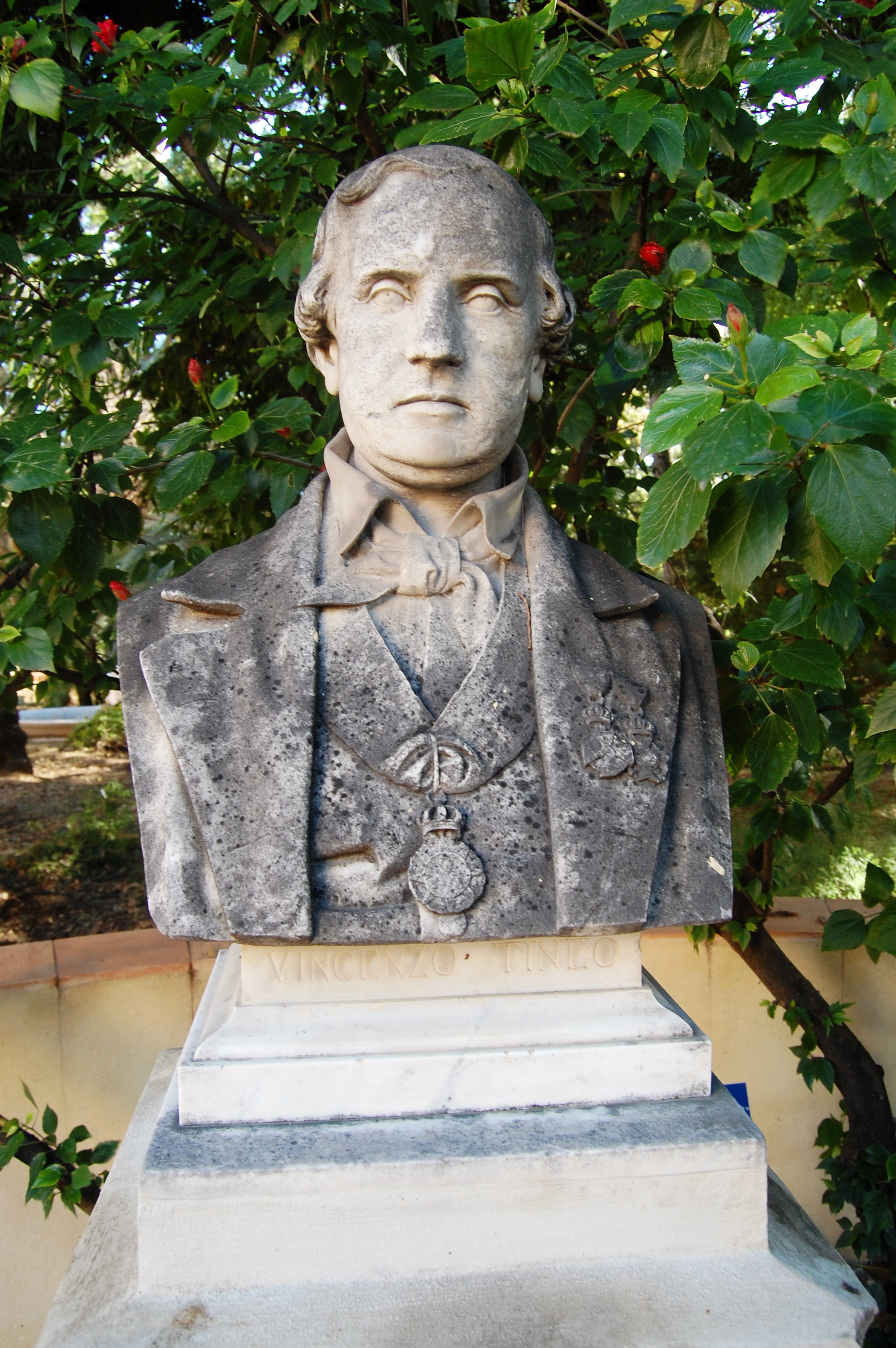
パレルモ植物園のティネオの胸像

ヴィンチェンツォ・ティネオ（Vincenzo Tineo、1791年2月27日 - 1856年7月25日）はイタリアの植物学者である。

## 略歴
パレルモで生まれた。父親のジュゼッペ・ ティネオ（Giuseppe Tineo:1756–1812）もパレルモ大学の植物学の教授で、初代のパレルモ植物園の園長を務めた。父親の後を継いで、パレルモ大学の植物学の教授となり、1814年から没する1856年の間、パレルモ植物園の園長を務め、この間シシリー島の植物や菌類の収集を行いティネオの集めた標本はパレルモ植物園の地中海標本（dell'Erbario Mediterrane）の重要な部分を占めている。
長年に渡って、シシリーの教育委員会のメンバーで多くのアカデミーの会員であった。'Reale ordine di Francesco I'や'Ordine al Merito di San Michele'を受勲した。
ラン科の植物の属名にTineaやNeotineaの名が命名された。 

## 著作
- Plantarum rariorum Siciliae minus cognitarum pugillus primus universae rei litterariae Siciliensis regiaeque Panormitanae studiorum moderatoribus, ex Regali Typographia, Panormi 1817.
- Catalogus Plantarum Horti Regii Panormitani ad annum 1827, ex Regali Typographia, Panormi 1827.
- Plantarum rariorum Siciliae minus cognitarum, Tip. Barbavecchia, Palermo 1846 (rist. an. Palermo 2005).
- Le reliquie Tineane: florae siculae icones ineditae, a cura di F.M. Raimondo e P. Mazzola, Naturama, Palermo 2000.